# Jean Dampt
Jean Dampt, nacido el 1 de febrero de 1854 en Venarey-les-Laumes y fallecido el 26 de septiembre de 1945 en Dijon, fue un escultor francés. Su obra se enmarca en la corriente simbolista.

## Datos biográficos

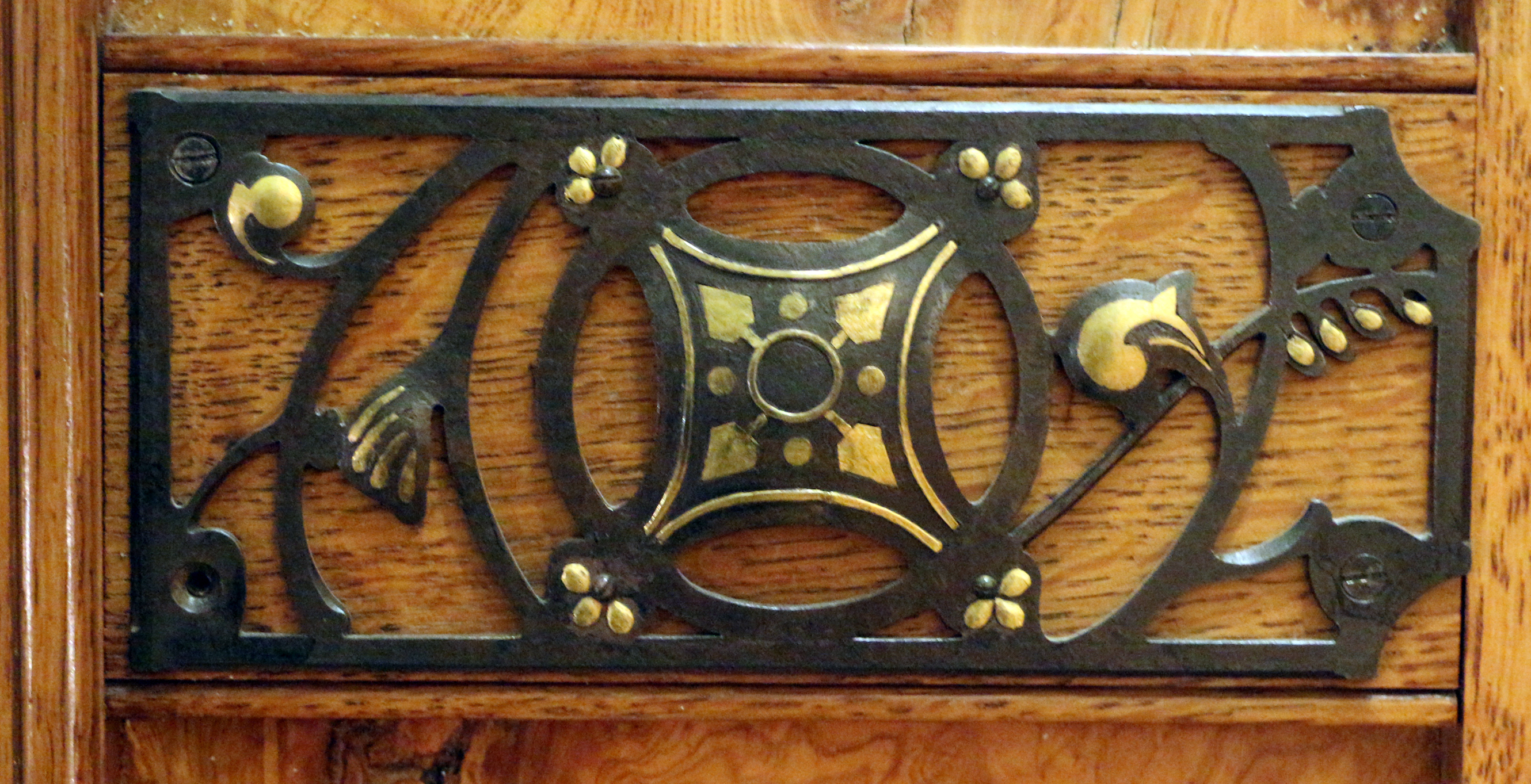
Boiserie for the Salle du Chevalier in the Hotel de Bearn in Paris, 1900-06, Musée d'Orsay

Hijo de un ebanista, estudió en la Ecole des Beaux-Arts de Dijon; a continuación, en 1874, bajo la dirección de François Jouffroy y Paul Dubois en la Escuela de Bellas Artes de París. Expuso por primera vez en el Salón de la Sociedad de Artistas Franceses en 1876, el busto del arquitecto Belot. En 1877, se produce un error y ocupa el segundo lugar en el Premio de Roma. Completó su servicio militar y luego organiza una Exposición de la Sociedad de Amigos de la Costa de Oro para promover el arte en su región. Participa en el grupo de los Seis con Alexandre Charpentier y Rupert Carabin , uniéndose con Pascal Dagnan-Bouveret y Carlos Schwabe.
Cuenta con el patrocinio de la condesa Marie-Martine-Pol Béhague, para la que hizo la Sala de los Caballeros (París, Museo de Orsay) y el pequeño grupo de acero, marfil y oro titulado El Caballero Raymondin y el hada Melusina  del que Emile Verhaeren dijo: "es una obra de esas que marcan una fecha." . Para el mismo hotel particular de la condesa realizó el relieve titulado "Temps emportant l'Amour" , presentado en el Salón de París de 1898, que decoraba la gran escalera en mármol policromo, inspirada en la escalera de la Reina en Versalles, siguiendo la moda de la época. El edificio fue vendido para la instalación de la Embajada de Rumanía en París.
Se presenta como militante idealista, Joséphin Péladan dijo de él , "Dampt debe ser considerado como uno de los mejores artistas de nuestro tiempo: a un conocimiento considerable, se une una conciencia extrema y la auténtica voluntad del ideal."
Trabajó en mármol, bronce, también oro, plata y marfil y es el autor de algunas joyas.
Algunas de sus esculturas se exhiben en el Museo de Bellas Artes de Dijon. Varias obras se exhiben en la sección de Arte del nuevo museo de Orsay en París.

## Obras
Entre las mejores y más conocidas obras de Jean Dampt se incluyen las siguientes:
- Busto de Edmond Aman-Jean , 1892, bronce, Musée du Petit Palais de la Ville de París.
- L'Enfant aux cerises - el niño de las cerezas , 1904, marfil y madera, Musée des Beaux-Arts de Dijon
- Baiser au chevalier - Besar el Caballero (1920) de bronce, acero , marfil, madera y cobre .
- Le Baiser de l'Aieule - El beso del abuelo (1893), París, Musée d'Orsay
- Busto de Marguerite Moreno, mármol, en el museo de Bellas Artes de Dijon, forma parte de la colección de esculturas dedicadas al mundo del espectáculo[2]
- Auto-Retrato
- Nouveau-né - Recién nacido: Jean Dagnan-Bouveret Niño (1895)
- Tête de bélier - La cabeza de carnero (1918),[3] conservada en el Museo de Orsay y presentada en los Salón de París de 1918 y 1920.
- Avant la fantasía, souvenir de Tanger - Antes de la fantasía, recuerdo de Tánger (1885),[4] conservada en el Museo de Orsay y presentada en el Salón de París de 1886.
- Le Petit Saint-Jean -El pequeño San Juan (hacia 1870)
- La Fée Mélusine - El hada Melusina (1894)
- Mignon, estatua, mármol , No 3435, presentada fuera de concurso en el Salón de París de 1884[5]
- Monumento al general  Joffre en Châtillon sur Seine (1935)[6]
- Monumento a los muertos de la Gran Guerra en 	 Semur-en-Auxois[7]